# John Pasche
John Pasche (sur de Inglaterra, 24 de abril de 1945) es un diseñador gráfico británico que ha desarrollado toda su carrera profesional en el ámbito de la industria musical. Su diseño más conocido es el logotipo de The Rolling Stones.

## Biografía

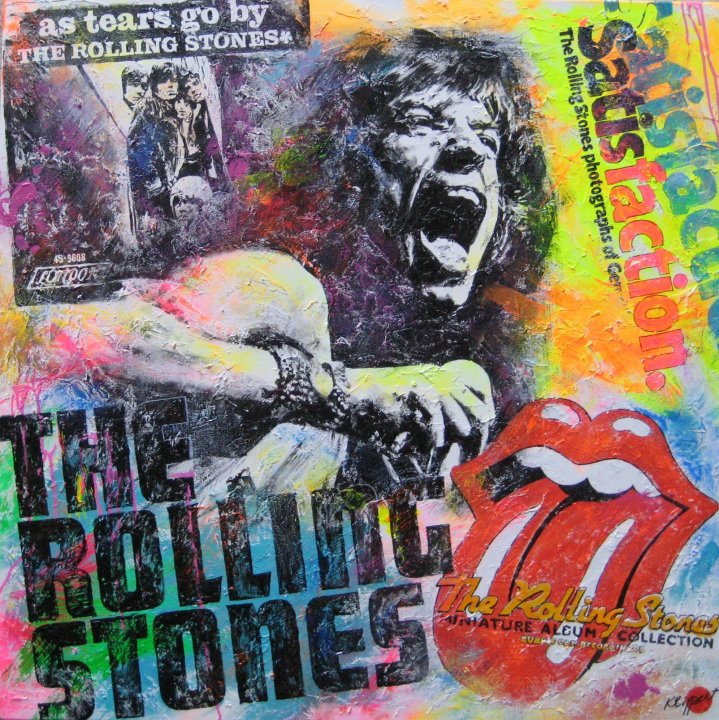
Lengua de los Rolling Stones.

Comenzó sus estudios de diseño gráfico en el Brighton College of Arts. En 1967 se trasladó a Londres para continuar sus estudios superiores en el Royal College of Arts. Allí comenzó a realizar sus primeros trabajos profesionales, realizando algunos carteles para el cine, pero fue en 1970, cursando el último año de carrera, cuando fue seleccionado por la escuela para trabajar en un diseño para el cartel de la gira europea de la banda de rock The Rolling Stones. El trabajo fue del agrado de Mick Jagger, quien lo requirió de nuevo en 1971 para encargarle el diseño de un logotipo para la banda. El diseño está inspirado en Kali, una diosa india que en algunas imágenes se representa sacando la lengua. 

El logo de los Rolling Stones está inspirado en ella y también en la boca de Jagger, aunque la idea principal es la rebelión ante lo establecido, una forma de emular a los niños, que sacan la lengua en señal de protesta, cuando algo no les va —detalla el diseñador—. Entonces lo vi como un pequeño encargo. De hecho, me pagaron 50 libras (cifra que alcanzaba para comprar 20 vinilos), mientras que por el póster había recibido 200. No sabía que se iba a transformar en un símbolo tan importante para el grupo. Me divierte y me sorprende, de alguna forma, que se haya vuelto tan popular.
John Pasche.

El logo apareció por primera vez en el interior del álbum Sticky Fingers (1971), cuya portada diseñó Andy Warhol, hecho que ha provocado que el diseño haya sido muchas veces erróneamente atribuido al artista estadounidense.
John Pasche desarrolló toda su carrera profesional ligada al mundo de la música y en menor medida al mundo del cine, donde diseñó carteles como el de la célebre película The Rocky Horror Picture Show. Trabajó para la compañía United Artist, donde diseñó carteles y portadas para artistas como Fischer-Z, Dr.Feelgood o The Stranglers. Con Chrysalis Records realizó portadas para Jethro Tull o Kingmaker. Como freelance trabajó en portadas y carteles para Jimi Hendrix, The Who, Judas Priest o David Bowie.